# Arto Noras
Arto Noras (né le 12 mai 1942 à Turku) est un violoncelliste finlandais.

## Biographie
Arto Noras a commencé ses études, à l'âge de 8 ans , à l’Académie Sibelius d’Helsinki. 
Il étudie d’abord avec le professeur Yrjö Selin, puis avec Paul Tortelier au Conservatoire de Paris  où il obtient le Premier Prix et le diplôme convoité en 1964. 
Deux ans plus tard, en 1966, il reçoit le deuxième prix du Concours international Tchaïkovski à Moscou, ce qui lui ouvre  immédiatement les portes des salles de concert les plus importantes d’Europe et d’Amérique, tant du nord que du sud, où il se produit régulièrement depuis.
Arto Noras a également remporté le prix danois Sonning en 1967 et le prix de la musique de Finlande en 1972 ainsi que la Médaille Pro Finlandia en 1984.
Le répertoire d’Arto Noras couvre toutes les œuvres majeures écrites pour le violoncelle, y compris celles de compositeurs contemporains comme Henri Dutilleux, Leif Segerstam, Erik Bergman  ou Einojuhani Rautavaara. 
Il enregistre avec le label Finlandia records.
En 1970, Arto Noras est nommé professeur de violoncelle à l'Académie Sibelius.
Noras a été membre du jury des concours de musique parmi les plus importants du monde, comme les concours Tchaïkovski, Casals ou Cassadó.
Il est membre du Trio Helsinki et membre fondateur du Quatuor de l'Académie Sibelius.
En 1980, le professeur Noras a fondé le Festival de musique de Naantali (fi) et depuis 2013, il en est le directeur artistique. 
Il a également fondé en 1991 le Concours international de violoncelle V Paulo et  en reste le directeur artistique, ses lauréats connaissent une renommée internationale  comme les violoncellistes Jean-Guihen Queyras , Perttu Kivilaakso,  membre du groupe Apocalyptica, Xavier Phillips ou Henri Demarquette.